# Craig Easton
Craig Easton je britský fotograf, který žije na poloostrově Wirral a pracuje na dlouhodobých sociálních dokumentárních projektech, které se zabývají reprezentací komunit na severu Anglie. Vytvořil sérii o ženách pracujících v britském průmyslovém odvětví zpracování ryb; o mezigenerační povaze chudoby a ekonomických potíží v severní Anglii; o sociální deprivaci, bydlení, nezaměstnanosti a přistěhovalectví v Blackburnu; a o tom, jak situace, ve které žijí mladí lidé ve Velké Británii, ovlivňuje jejich touhy.
Eastonovy Fisherwomen (Rybářky) byly vydány jako kniha a vystaveny na samostatných výstavách v Montrose Museum a Hull Maritime Museum. Skupinový projekt Sixteen, který organizoval, byl vystaven po celé Velké Británii v letech 2019/20. Byl celkovým vítězem ocenění Travel Photographer of the Year a získal ocenění Fotograf roku na Sony World Photography Awards. Jeho práce jsou ve sbírkách Hull Maritime Museum, Salford University a University of St Andrews.

## Mládí
Easton se narodil v Edinburghu a vyrostl v Liverpoolu. V 80. letech studoval fyziku na univerzitě v Salfordu.

## Životopis
Svou fotografickou kariéru zahájil na začátku 90. let jako fotoreportér v novinách The Independent. Pro článek v roce 1992 Easton vytvořil černobílé fotografie rodiny Williamsových v Blackpoolu, které „odhalovaly dědictví thatcherismu po dětské chudobě“. V roce 1997 opustil The Independent a věnoval se dlouhodobějším fotografickým projektům.
Série Fisherwomen, na které pracoval mezi lety 2013 a 2017 pomocí velkoformátové filmové kamery, odkazuje na ranou sociální dokumentární fotografii Davida Octavia Hilla a Roberta Adamsona. V roce 1843 Hill a Adamson fotografovali newhavenské rybáře, kteří zpracovávali ulovené ryby. Eastonův projekt sleduje historickou stopu potulných pracovníků, kteří sledovali tradiční flotilu sledě, od Unst v Shetlandech po Great Yarmouth v Norfolku. Fisherwomen barevně dokumentuje spojení mezi předchozími generacemi a současnými pracovníky, stále převážně ženami, nyní téměř výhradně pracujícími uvnitř zpracovatelských továrnách a udírnách.
V letech 2016 až 2020 znovu našel a vyfotografoval tři generace rodiny Williamsových na severu Anglie, v barevné sérii o mezigenerační povaze chudoby a ekonomických potíží.
Od roku 2019 Easton dokumentuje sousedství Bank Top v Blackburnu. Jeho černobílé portréty a příležitostné krajiny vytvořené v okruhu asi 500 metrů zdůrazňují sociální deprivaci, bydlení, nezaměstnanost a imigraci. Práce byla vystavena v doprovodu textu místního spisovatele a výzkumníka Abdula Azize Hafize. Cyklus je součástí iniciativy Blackburn Museum and Art Gallery s názvem Kick Down the Barriers, ve které umělci a spisovatelé spolupracují s obyvateli Blackburnu při zastupování jejich komunity. Iniciativa je odpovědí na televizní program BBC Panorama z roku 2007, který tvrdil, že Blackburn je „jedním z nejvíce segregovaných měst v Británii“. Tento názor od té doby přetrvává v mediální reprezentaci města, ale místní jej vyvracejí. Easton pro práci používá velkoformátovou filmovou kameru 8 × 10.
Sixteen byl projekt skupinových fotografií koncipovaný a vedený Eastonem, kde spolu s patnácti dalšími fotografy spolupracoval s šestnáctiletými z různých sociálních prostředí po celé Velké Británii. Mladí lidé odpovídali na otázky, co to znamená být šestnáctiletý. „Práce zpochybňuje pojem meritokracie a zkoumá, jak sociální zázemí, etnickou příslušnost, pohlaví, umístění, vzdělání, zdraví atd. Ovlivňují to, co si mladí lidé myslí, že mohou v životě dosáhnout.“ Dalšími fotografy byli Linda Brownlee, David Copeland, Lottie Davies, Jillian Edelstein, Stuart Freedman, Sophie Gerrard, Kalpesh Lathigra, Roy Mehta, Christopher Nunn, Kelly O'Brien, Kate Peters, Michelle Sank, Abbie Trayler-Smith, Simon Roberts a Robert C Brady. Práce byly v letech 2019/20 představeny v galeriích a venku po celé Velké Británii.

## Publikace
- Fisherwomen. Ten O'Clock, 2020. Vydání 500 kopií.[13] Portfolio format.

## Ocenění
- 2012: Celkový vítěz, Travel Photographer of the Year, UK, se dvěma fotografiemi z cyklu Sixteen[4]
- 2017: Vítěz, FC Barcelona Photo Awards, Barcelona, Španělsko, s fotografií z cyklu Sixteen[16][19]
- 2017: Finalista, Taylor Wessing Photographic Portrait Prize, Národní portrétní galerie (Londýn)[20]
- 2021: Fotograf roku, Sony World Photography Awards, Londýn. Cena $25,000.[21][22][23][24]
- 2021: Vítěz, kategorie portrét, Sony World Photography Awards, Londýn[25][26]

## Výstavy

### Samostatné výstavy
- Fisherwomen, Montrose Museum, Montrose, Angus, Scotland, 2019;[12] Hull Maritime Museum, Hull, England, 2019[27]

### Skupinové výstavy
- 2017/18: Výstava Taylor Wessing Photographic Portrait Prize, Národní portrétní galerie, Londýn, se dvěma fotografiemi z cyklu Sixteen[28]
- Sixteen, HOME, Manchester, 2019;[29] Format Festival, Derby Market Hall, Derby, 2019;[30][31] Open Eye Gallery, Liverpool, 2019;[32] Coed Pella, Colwyn Bay, during Northern Eye festival, 2019;[33] Ellesmere Port Library, Ellesmere Port, 2019;[34] outside in Lerwick, Shetland, 2019;[35] outside Parkside Gallery, Birmingham City University, 2019;[36] Belfast Exposed, Belfast, 2019;[37] outside in Trongate, Glasgow, 2020;[38] Photofusion, London[39]
- Kick Down the Barriers, Blackburn Museum and Art Gallery, 2020. Včetně: Bank Top, fotografie: Easton, text: Abdul Aziz Hafiz.[40][41]

## Sbírky
Eastonova práce se nachází v následujících stálých sbírkách:
- Hull Maritime Museum, Hull: printy z cyklu Sixteen (stav v dubnu 2021)[6][42]
- Salford University Art Collection, Salford: 2 printy z cyklu Sixteen (stav v dubnu 2021)[7]
- Univerzita v St Andrews Library Special Collections, St Andrews: a portfolio of work from Fisherwomen[8]